# Argyroeides vespina
Argyroeides vespina là một loài bướm đêm thuộc phân họ Arctiinae, họ Erebidae.